# Ragadia dempoensis
Ragadia dempoensis är en fjärilsart som beskrevs av Brooks 1952. Ragadia dempoensis ingår i släktet Ragadia och familjen praktfjärilar. Inga underarter finns listade.